# Oestroderma potanini
Oestroderma potanini är en tvåvingeart som beskrevs av Josef Aloizievitsch Portschinsky 1887. Oestroderma potanini ingår i släktet Oestroderma och familjen styngflugor. Inga underarter finns listade i Catalogue of Life.